# Dorfkirche Heiligenhagen

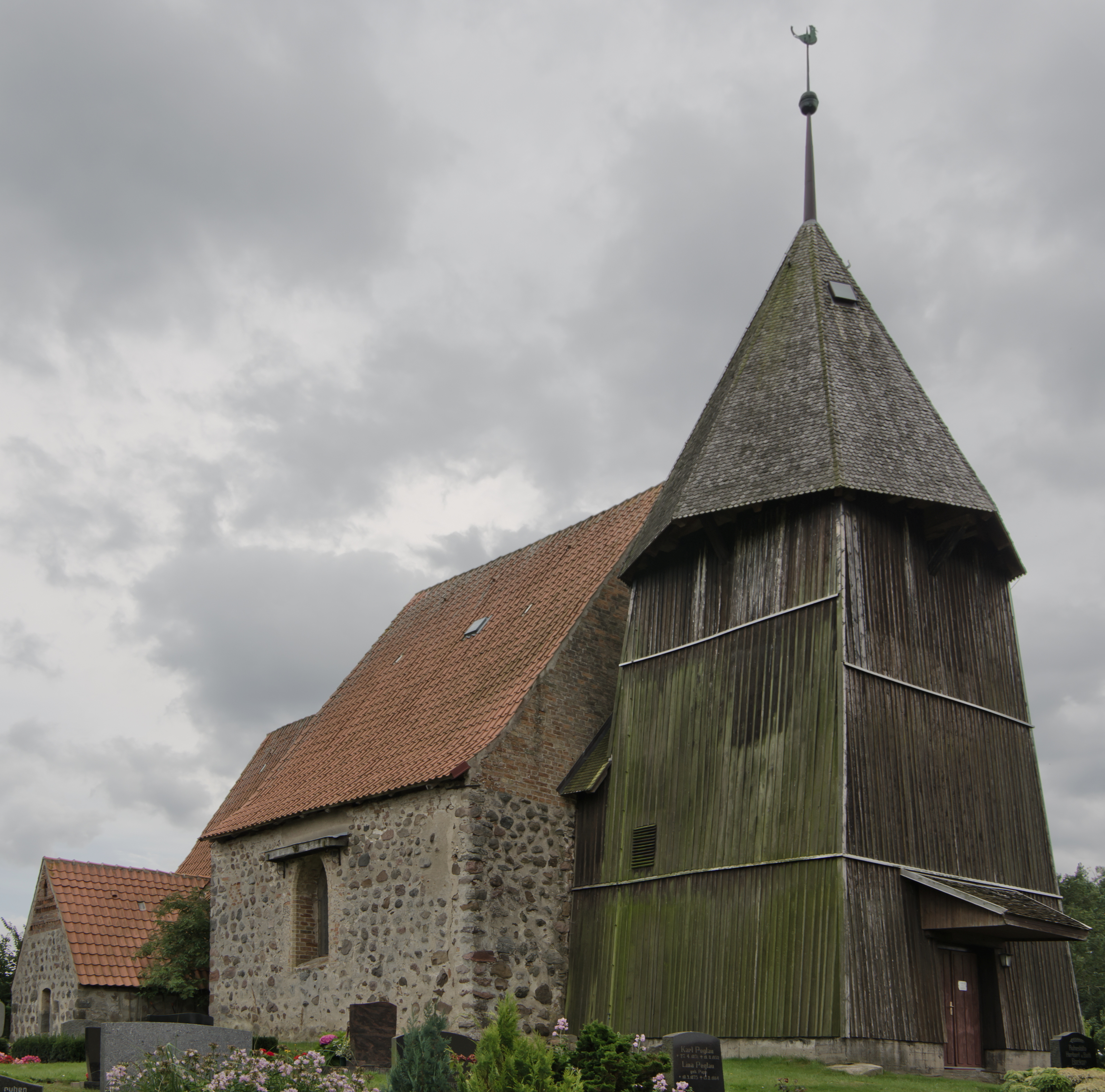
Kirche von Nordwesten

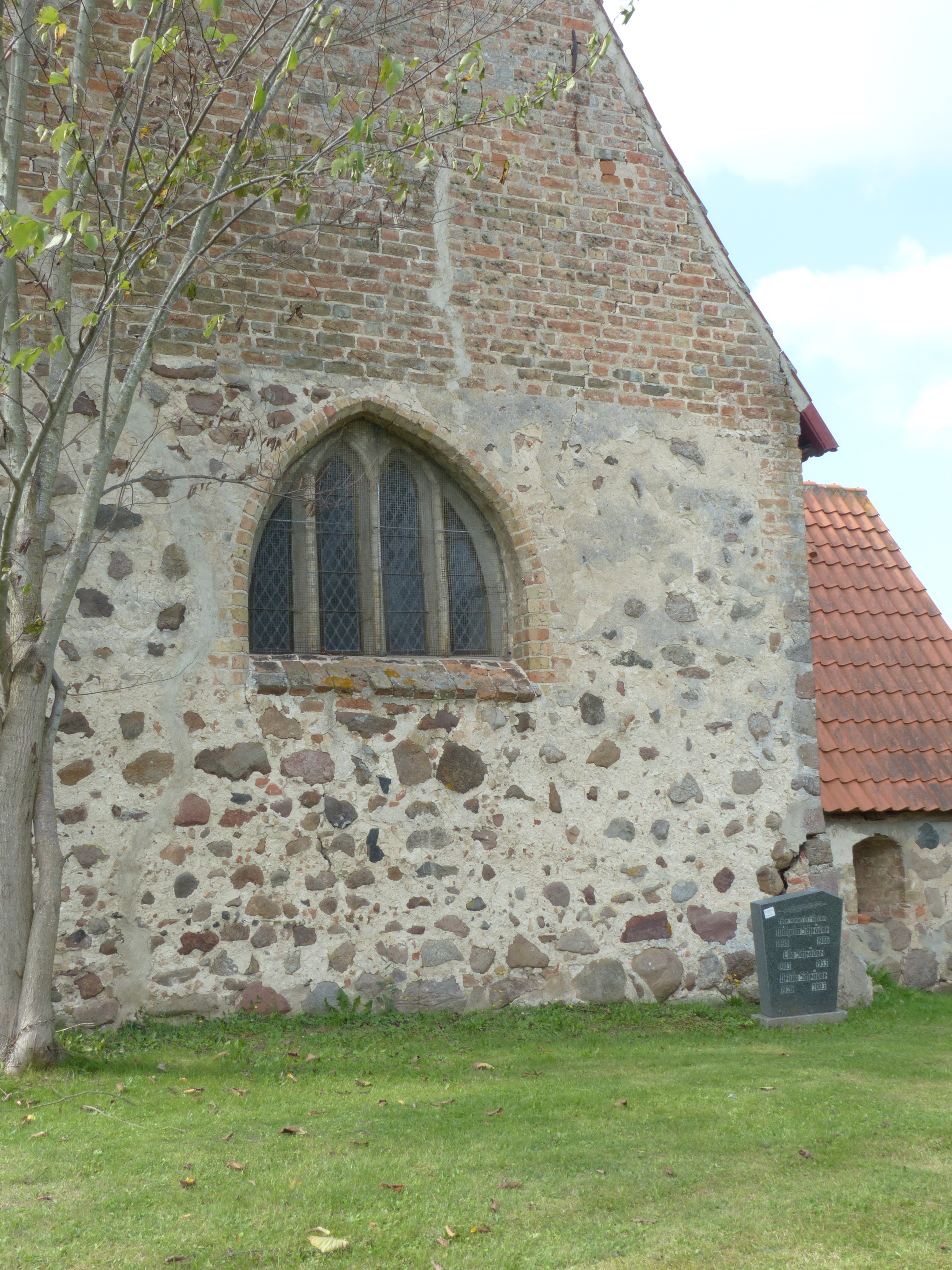
Chorgiebel mit Maßwerkfenster

Die Dorfkirche Heiligenhagen ist eine spätmittelalterliche Dorfkirche in Heiligenhagen, Gemeinde Satow, im Landkreis Rostock in Mecklenburg-Vorpommern. Die Kirchengemeinde Heiligenhagen gehört zur Kirchenregion Bad Doberan in der Propstei Rostock im Kirchenkreis Mecklenburg der Evangelisch-Lutherischen Kirche in Norddeutschland.

## Baubeschreibung
Die Dorfkirche Heiligenhagen ist eine einschiffige, gotische Kirche mit einjochigem Chor. An der Nordseite des Chores befindet sich die Sakristei. Fensterfassungen und -Maßwerk der Feldsteinkirche sind aus gelbem Backstein, das Giebeldreieck der Sakristei aus rotem Backstein, mit Zahnfriesen und einer kreuzförmigen Fensteröffnung.
An der Südseite wurde 1766 ein Fachwerkbau errichtet, welcher früher als Leichenhalle genutzt wurde. Der vorgesetzte Westturm wurde 1692 aus Holz errichtet.

## Geschichte und Ausstattung
Vermutlich auf dem Standort eines früheren Wendentempels wurde um 1300, und damit wenige Jahrzehnte nach der erstmaligen Erwähnung von Heiligenhagen, die Kirche errichtet.

### Taufengel

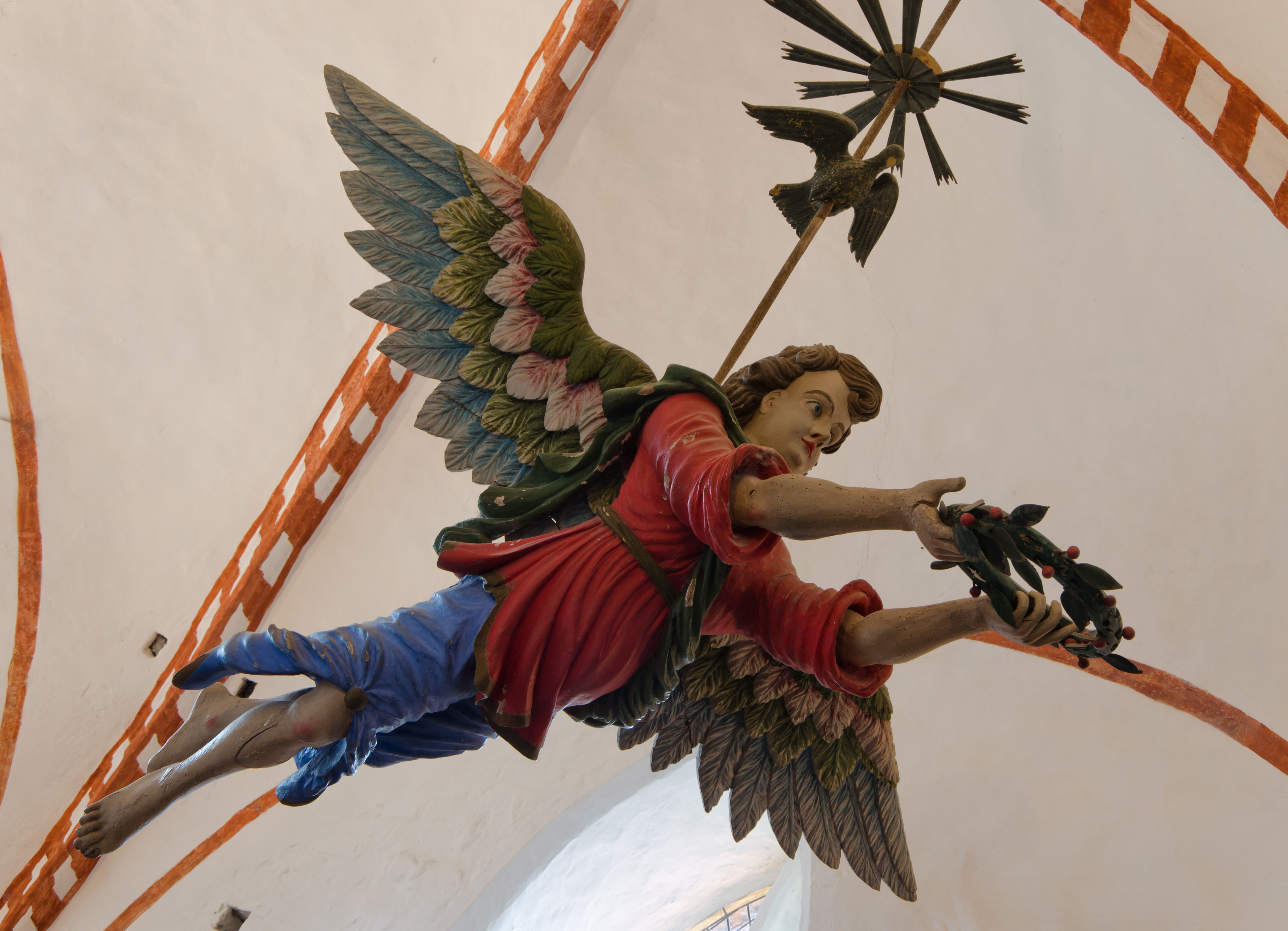
Taufengel

Unter dem Chorgewölbe ist ein aus dem Barock stammender Taufengel befestigt. Ursprünglich wurde der Engel bei der Taufe an einem Seil herabgelassen und der von ihm gehaltene Kranz nahm die Taufschale auf. Dies ist heute wegen des hohen Alters der Figur nicht mehr möglich und die Taufschale befindet sich auf einem gemauerten Sockel.

### Kanzel

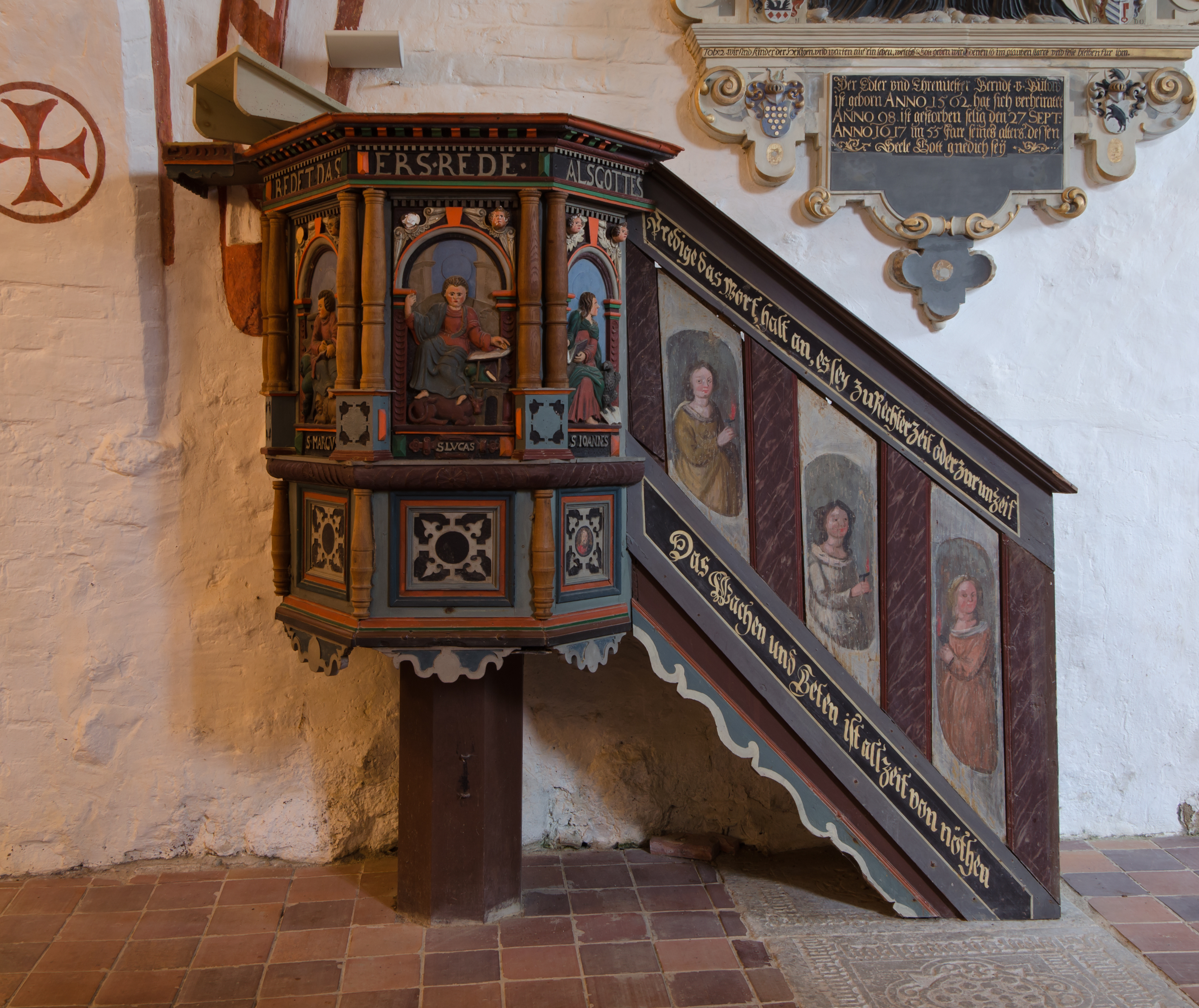
Kanzel

Die Kanzel stammt aus dem Jahr 1677 und damit aus der Zeit kurz nach Ende des für Mecklenburg verheerenden Dreißigjährigen Krieges. Dargestellt sind auf vier Feldern die Evangelisten. Der Aufgang ist jünger und stammt vermutlich aus dem 18. Jahrhundert. Neben drei als Halbbildnisse dargestellten Frauenfiguren schmücken ihn die Inschriften Predige das Wort, halt an, sey es zu Rechter Zeit oder zur Unzeit als Aufforderung an den Priester sowie Das Wachen und Beten ist allzeit von nöthen für die Gemeinde.

### Epitaph

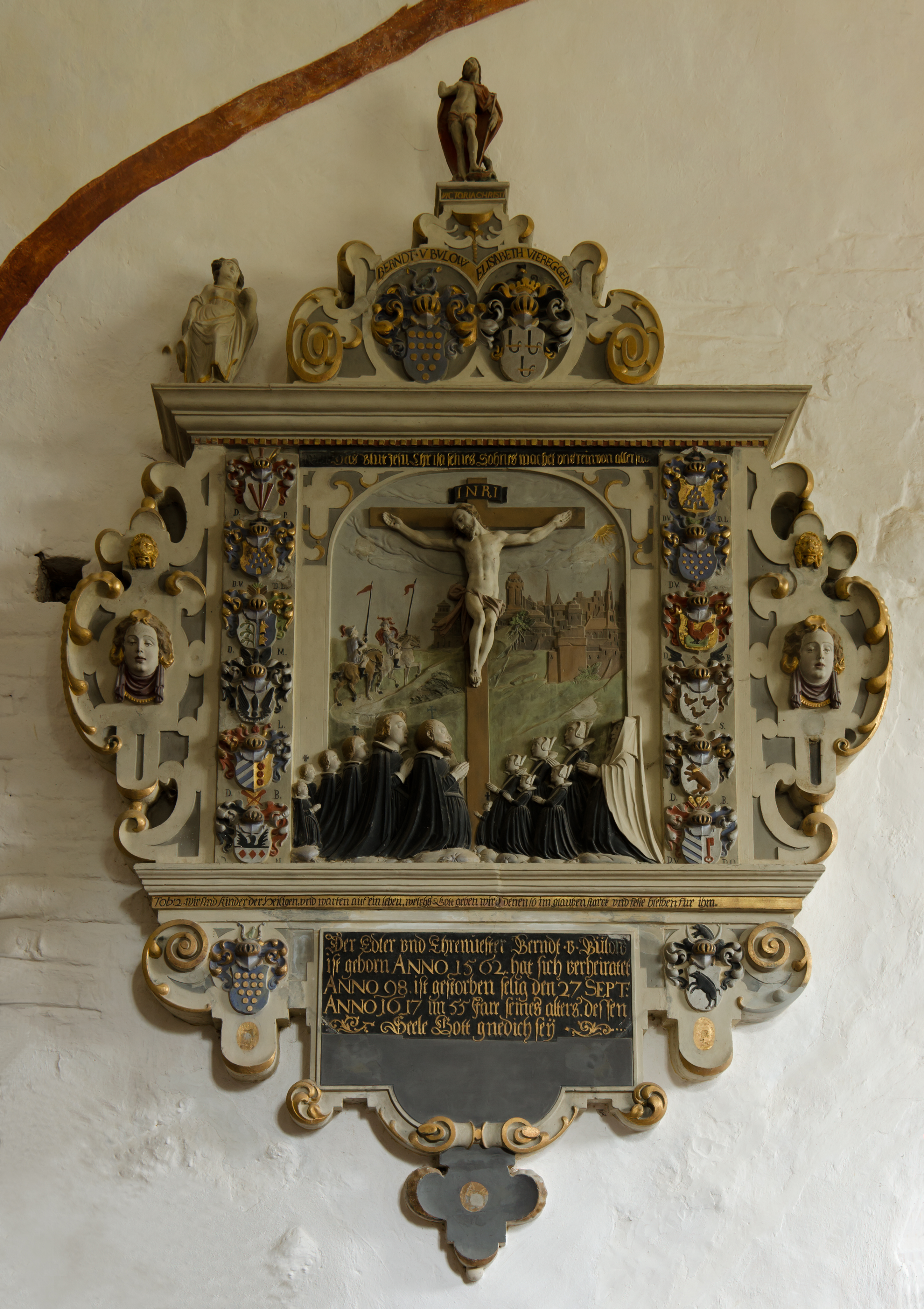
Epitaph für Berndt von Bülow und Elisabeth Viereggen

An der Nordseite des Chorraums ist ein Grabepitaph von Berndt von Bülow und seiner Frau Elisabeth Viereggen befestigt, das nach dem Tod des Berndt von Bülow angefertigt wurde.
Dargestellt sind die Eheleute mit ihren sechs Töchtern und fünf Söhnen. Neben dem Vater tragen über ihren Köpfen zwei Söhne und eine Tochter ein schwarzes Kreuz, was auf ihren früheren Tod schließen lässt.
Die Familie betet den gekreuzigten Jesus an. Im Hintergrund sieht man zwei Reiter, die sich einer Stadt nähern.
Die Restaurierung dieser Tafel wurde unter anderem durch den bekannten Nachkommen Vicco von Bülow unterstützt.

### Bemalung
Auffällig ist die aus der Entstehungszeit der Kirche stammende Bemalung.
Mit roter Farbe wurde die Form der Kreuzgewölbe betont. Um die Wasserlöcher in drei Ecken des Langhauses wurden Köpfe mit weit aufgerissenen Augen und ausgestreckten Zungen gemalt. In der vierten Ecke wurden Spinnennetze um die Wasserlöcher gemalt. In der Ostkappe des Gewölbes im Kirchenschiff ist ein Christuskopf als einfache lineare Pinselzeichnung dargestellt.
Es gibt eine Deutung, nach der es sich bei den Fratzen um Eulen handelt. Entsprechend der christlichen Symbolik bringt Christus Nachttieren als Vertretern der geistigen Finsternis das Licht.
Zusätzlich gibt es in Chor und Mittelschiff eine größere Zahl Tatzenkreuze. Zur Zeit abgedeckt und daher nicht sichtbar sind im Kirchenschiff an sechs Stellen szenische figürliche Darstellungen erhalten.

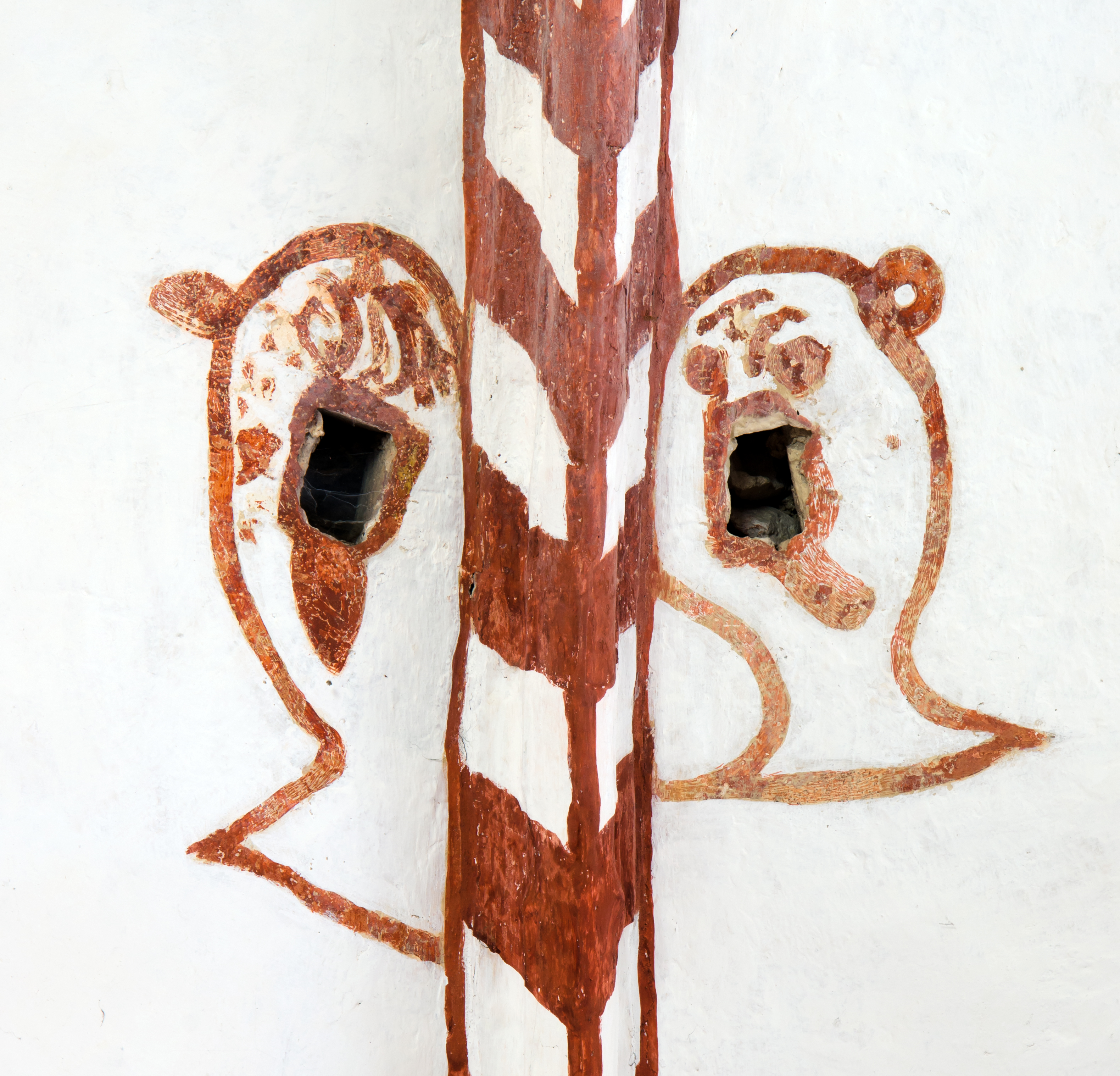
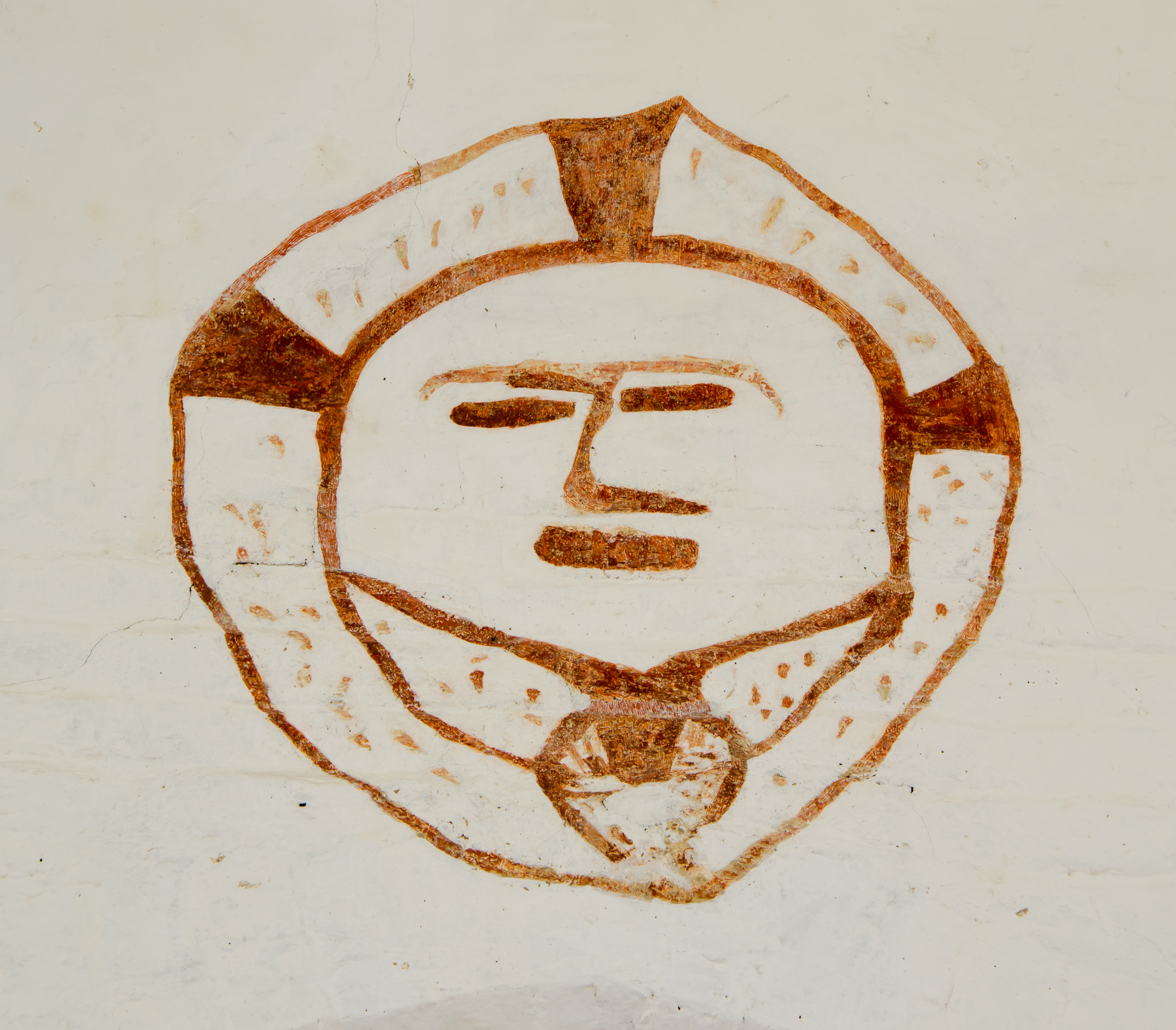
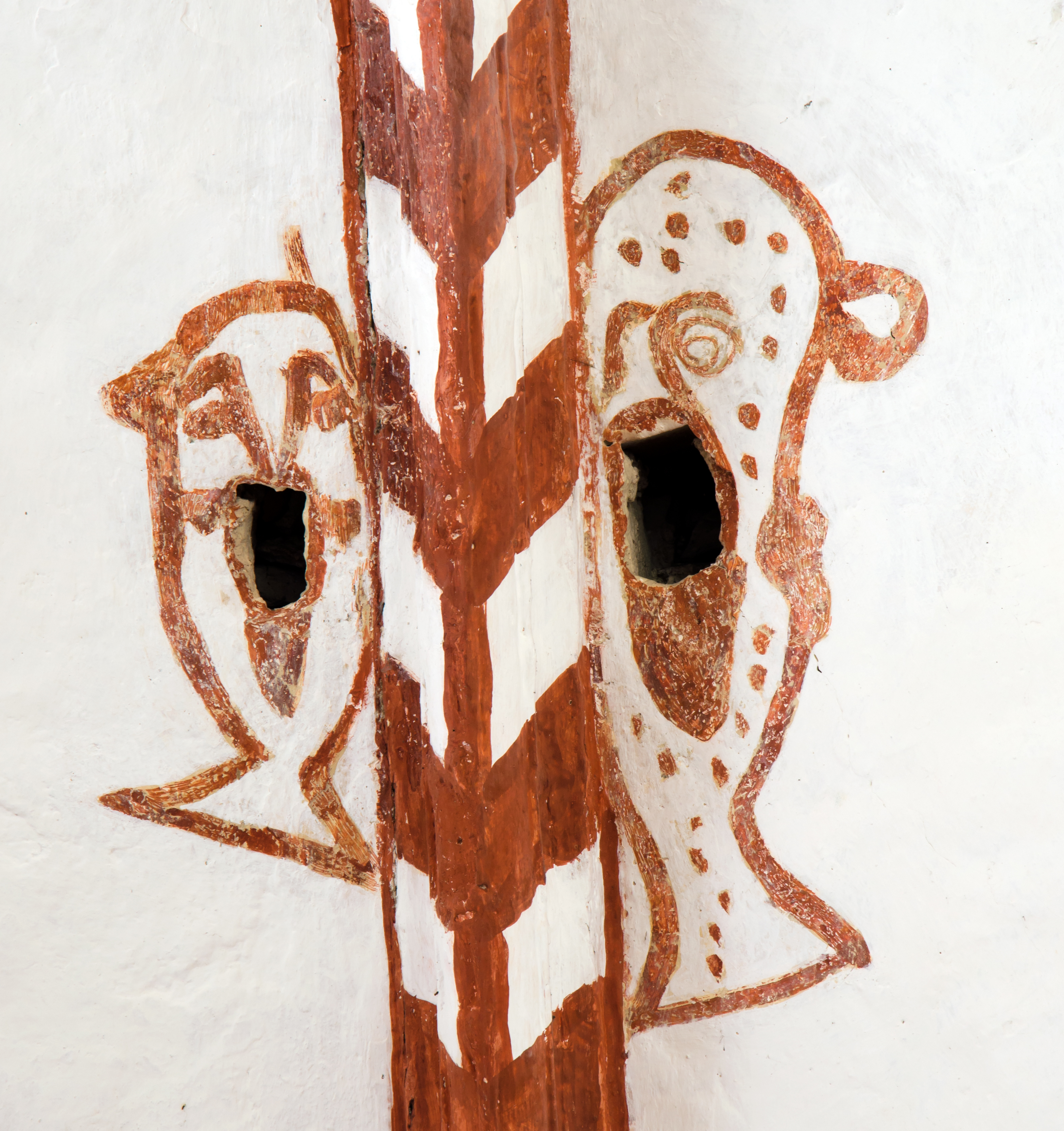

Über dieser ursprünglichen Farbschicht lag im Chorgewölbe eine spätgotische Bemalung, von der sehr kleine Teile heute abgedeckt und konserviert sind. Eine weitere barocke Bemalung stammt aus den Jahren um 1700. Dabei wurden die Wände des Chorraumes mit gemalten Vorhängen versehen. Auffällig waren die gerafften Faltenwürfe mit der Darstellung von Licht und Schatten sowie die Darstellung der Kordeln und Trotteln. Diese Farbschicht wurde ebenfalls abgedeckt und konserviert.

### Altar
Der Altar stammt aus der Zeit um 1450. Auf dem geschnitzten Mittelfeld des Flügelaltars ist eine Mondsichelmadonna, flankiert von vier Heiligen, dargestellt. Die beiden Flügeln tragen Bilder der vier Evangelisten. Von der Reformation bis zur Restaurierung 1995 war der Mittelteil an einer Seitenwand der Kirche befestigt und stattdessen prägte ein Bild vom Heiligen Abendmahl diesen Teil des Altars.

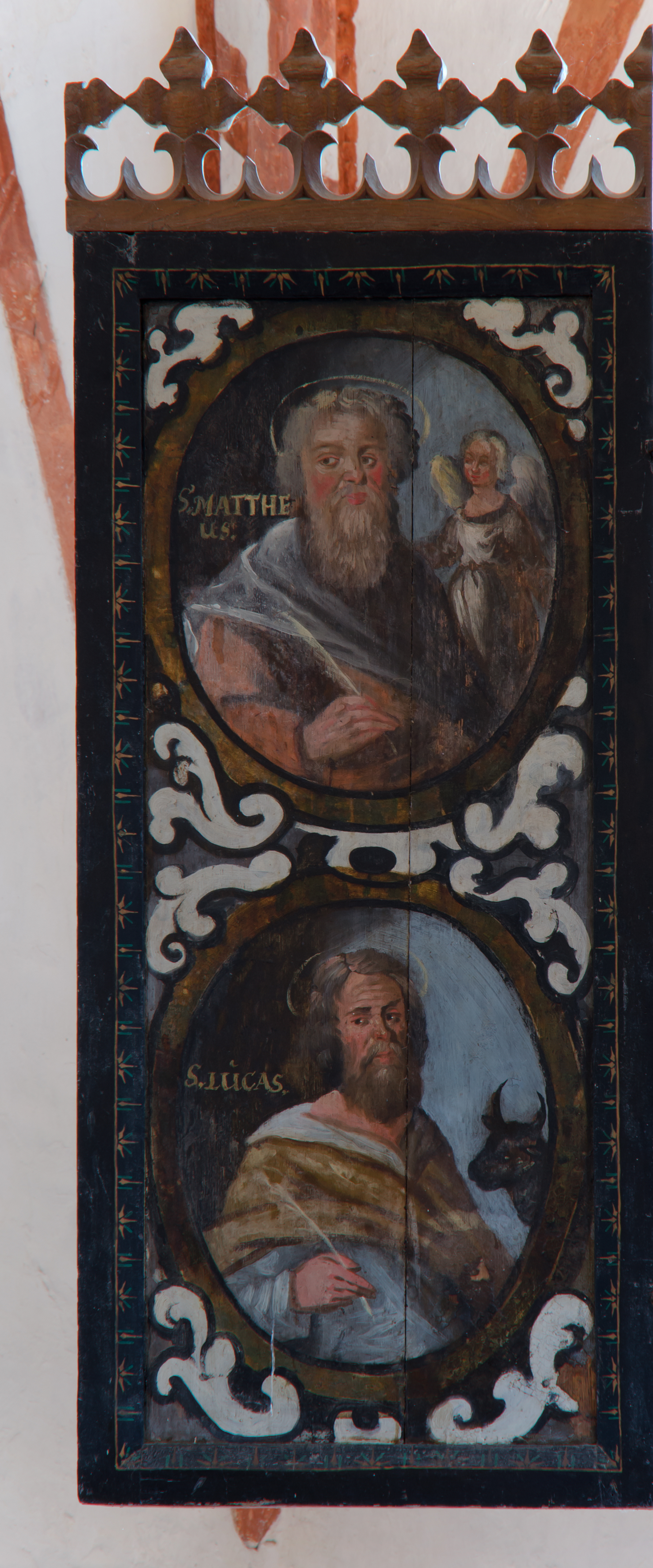
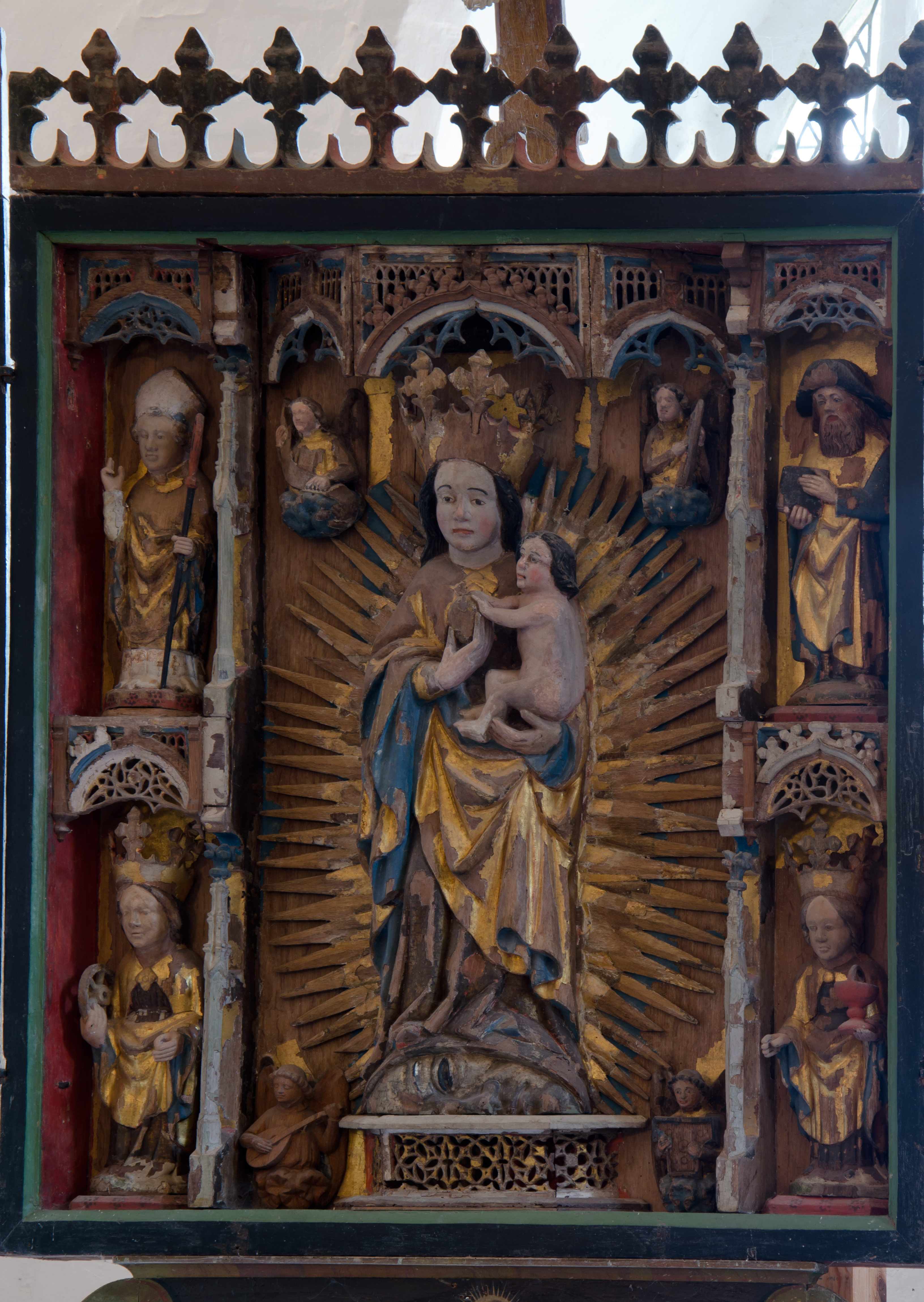
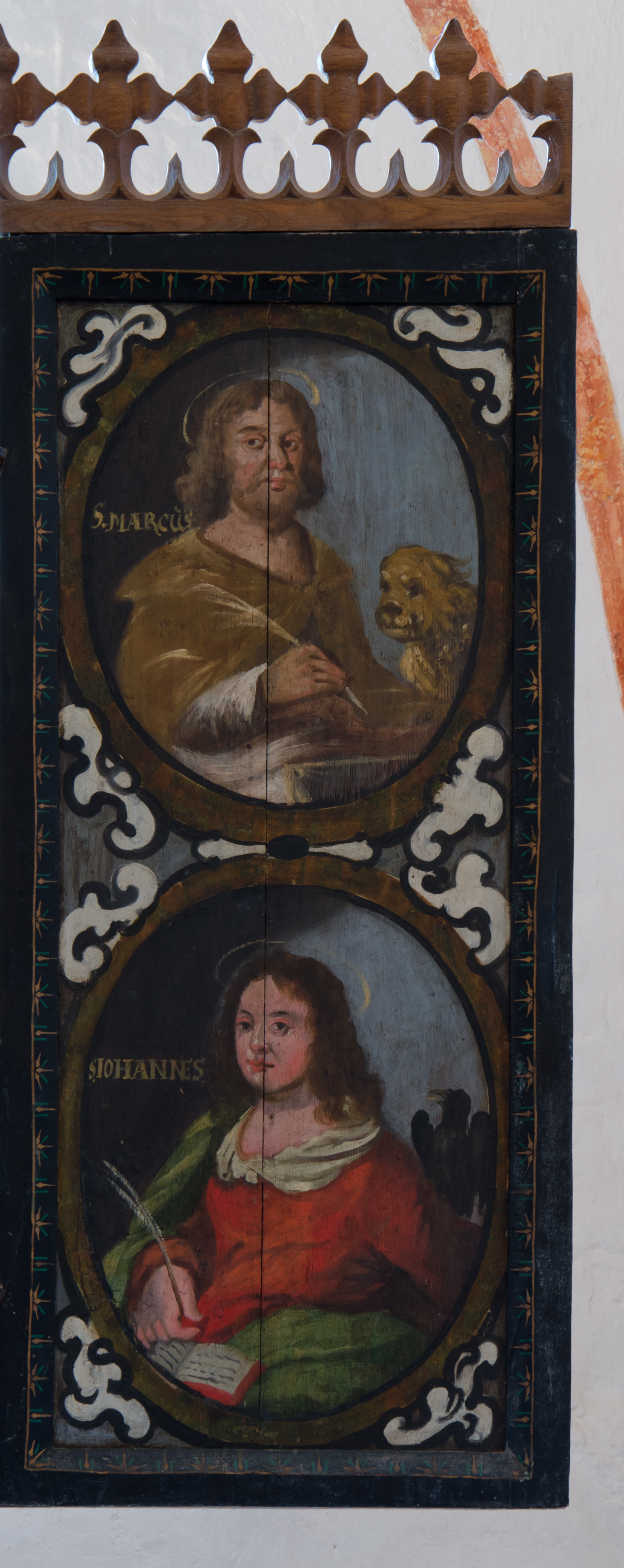